# Ван Цань
Ван Цань (кит. 王粲, пиньинь Lú Lún; 177—217 . Второе имя Чжунсюань (кит. 仲宣, пиньинь Zhòngxuān)) — китайский поэт, учёный и политик времен империи Восточная Хань. Является самым известным представителем поэтической группы Семь литераторов Цзяньань. Сделал вклад в разработку законов и стандартов нового вассального государства Вэй, государства-предшественника государства Цао Вэй времен Троецарствия.
Ван Цань также упоминается в «Записи о Трёх царствах» Чэнь Шоу, как человек, обладающий феноменальной памятью: Ван Цань наблюдал за игрой го, когда кто-то неожиданно опрокинул доску и рассыпал камни. Ван Цань смог восстановить их положение по памяти.

## Биография
Ван Цань родился в уезде Тосянь округа Шаньян (сейчас это место находится на территории уезда Вэйшань городского округа Цзинин провинции Шаньдун). Он был сыном Вана Цяня (кит. 王謙), высокопоставленного чиновника из уезда Гуанпин (современный  уезд Цзоу, провинция Шаньдун). Его прадед Ван Гун (кит. 王龔) и дед Ван Чан (кит. 王暢) входили в число 
Трёх Князей при императорах Шунь-ди и Лин-ди соответственно.
Ван Цаню было всего 13 лет, когда в 189 году военачальник Дун Чжо узурпировал власть и посадил на трон марионеточного императора Сянь-ди. В следующем году Дун Чжо перенес столицу из Лояна в более стратегически безопасный Чанъань. Ван Цань направился в новую столицу, где провел три года. Во время пребывания в столице таланты Вана заметил известный учёный и каллиграф Цай Юн. Ван Цаню предлагали несколько должностей, от которых он отказался.
В 194 Ван Цань направился в Цзинчжоу (современные провинции Хубэй и Хунань) попытаться устроиться у губернатора Лю Бяо, которому выглядящий бледно и болезненно Ван Цань, не понравился. После смерти Лю Бяо в 208, Ван Цань убедил его сына Лю Цуна сдаться Цао Цао.
Таланты Ван Цаня нашли своё применение при новом начальнике. В 213 Цао Цао получил титул Князя Вэй и десять городов. Ван Цаню поручили разработку новой системы законодательства и стандартов взамен старой, вышедшей из употребления. В 216 году Ван Цань последовал за Цао Цао в его четвертой кампании против Сунь Цюаня.
Ван Цань умер в 217 в возрасте 40 лет от болезни во время возвращения в Ечэн. Присутствовавший на похоронах Цао Пэй сказал: «В былые времена Вань Цань любил рёв ослов. Давайте заревём, прощаясь с Ван Цанем», и все участники похорон заревели.
У Ван Цаня остались двое сыновей, которые были казнены в 219 из-за участия в восстании Вэй Фэна. Род Ван Цаня пресекся. Родственник Ван Цаня (сын Ван Кайя), Ван Е унаследовал более 10  000 книг покойного, которые затем перешли сыновьям Ван Е Ван Би и Ван Хун.

## Творчество
Ван Цань был признанным поэтом и, вместе с шестью другими современниками, был представителем поэтических стилей Цзяньань (кит. 建安風骨).
Политические неурядицы времен конца династии Восточная Хань придали поэзии группы торжественный, но, в то же время, волнующий сердце стиль. Поэзия полна жалоб на эфемерность жизни. В контексте истории китайской литературы поэзия Ван Цаня была переходной между ранними народными песнями и ученой поэзией.  Получили большое распространение произведения Ван Цаня «Семь печалей» (кит. упр. 七哀诗), написанное в жанре пятисловного стиха (кит. упр. 五言诗) и оплакивающее жизнь людей во время многолетней войны, и «Взошел на башню» (кит. упр. 登楼赋), полное тоски по родине. Ван Цань также является автором «Записок о героях» (кит. 英雄記).